# Montrond-le-Château
Montrond-le-Château is een gemeente in het Franse departement Doubs (regio Bourgogne-Franche-Comté) en telt 546 inwoners (2005). De plaats maakt deel uit van het arrondissement Besançon.

## Geografie
De oppervlakte van Montrond-le-Château bedraagt 10,9 km², de bevolkingsdichtheid is 50,1 inwoners per km².

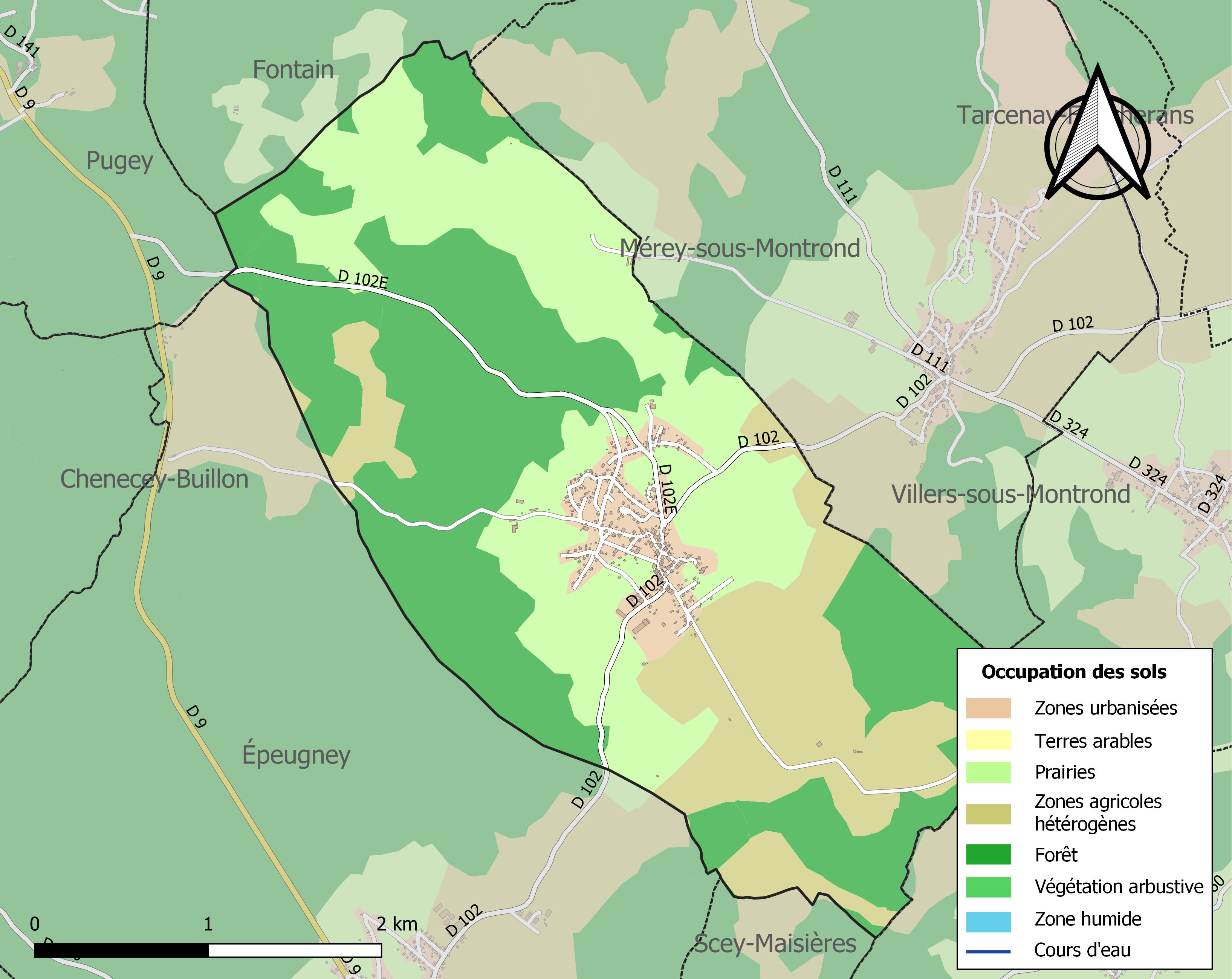
Kaart van de gemeente met de belangrijkste infrastructuur, bodemgebruik en omliggende gemeenten

## Demografie
Onderstaande figuur toont het verloop van het inwonertal (bron: INSEE-tellingen).